# 카메네츠

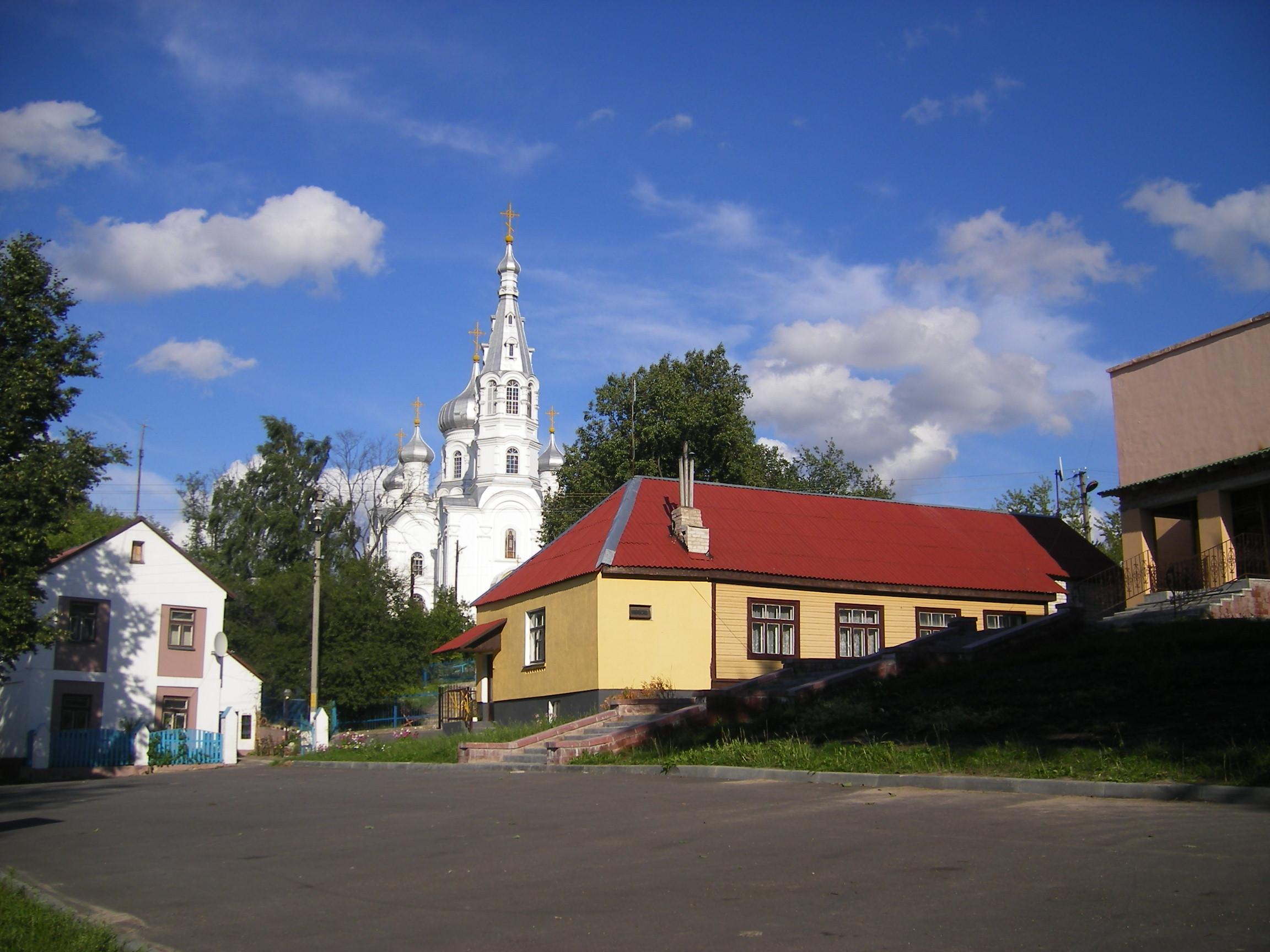
카메네츠

카메네츠(벨라루스어: Ка́менец, 러시아어: Ка́менец)는 벨라루스 브레스트 주에 위치한 도시로 인구는 8,425명(2015년 기준)이다. 브레스트에서 북쪽으로 약 40km 정도 떨어진 곳에 위치한다. 도시가 등장한 시기는 1276년이다.

시 문장